# Мутуа, Джозеф
Джозеф Мвенги Мутуа — кенийский бегун на средние дистанции, который специализировался в беге на 800 метров. Чемпион мира среди юниоров 1996 года. Серебряный призёр Игр Содружества 2002 года. Двукратный серебряный призёр всемирного легкоатлетического финала в 2003 и 2004 годах. На олимпийских играх 2000 года не смог пройти дальше предварительных забегов на дистанции 800 метров и смог дойти до полуфинала в составе эстафетной команды 4×400 метров. На Олимпиаде 2004 года дошёл до полуфинала.
В 2006 году на мемориале Ван-Дамма в составе эстафетной команды 4×800 метров установил мировой рекорд.